# Laya Raki
Laya Raki, eigentlich  Brunhilde Marie Alma Herta Jörns (* 27. Juli 1927 Hamburg/Calvörde; † 21. Dezember 2018 in Beverly Hills), war eine deutsche Filmschauspielerin und erste sogenannte Schönheitstänzerin des deutschen Nachkriegsfilms, die durch ihre Rollen in englischsprachigen Filmen und Fernsehproduktionen auch international bekannt wurde.

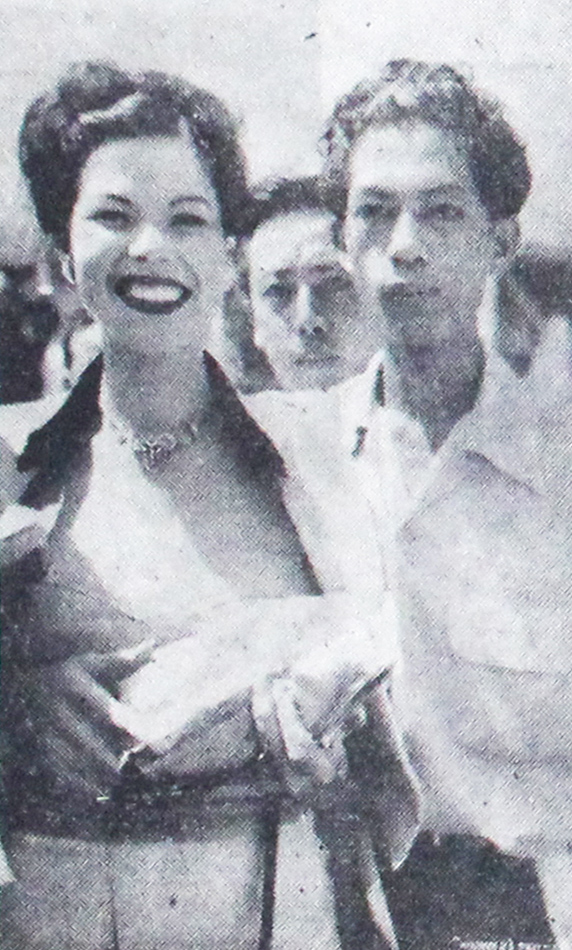
Raki 1954 mit einem Reporter in Indonesien

## Leben
Die Tochter der Akrobatin Maria von der Gathen (spätere Althoff) und des Gelegenheitsarbeiters (Partnerakrobat, Clown, Kesselflicker) Wilhelm Jörns wollte immer Tänzerin werden. Der Künstlername Laya Raki entstand durch ihre Bewunderung für die Tänzerin La Jana und ihre Vorliebe für Raki. Ab 1947 erregte sie durch Tanzauftritte in Düsseldorf, Frankfurt und anderen Großstädten Aufsehen. Ihr Auftritt 1950 in Berlin wurde zum Stadtgespräch.
Die Filmgesellschaft DEFA gab ihr eine kleine Rolle in dem berühmten Film Der Rat der Götter. Enthusiastisch schrieb die Berliner Morgenpost, sie habe ein echtes Tanztalent, und das Mienenspiel ihres ausdrucksstarken Gesichts kenne eine erstaunliche Fülle von Nuancen. Noch im selben Jahr stellte die Real-Film-Presseabteilung sie als Neuentdeckung für den Film Die Dritte von rechts vor. Darin trat sie Rumba tanzend mit zwei Sternchen auf den Brustwarzen auf, was seinerzeit noch als skandalös empfunden wurde. Ähnlich sparsam bekleidet tanzte sie auch in Ehe für eine Nacht und weiteren Filmen.
Auf Grund trügerischer Versprechungen, Filmrollen in England und auch in Hollywood zu erhalten, ging sie 1954 nach London. In der Folge gelang es ihr aber, an Rollen in britischen Filmen zu gelangen. So spielte sie etwa im Rank-Film The Seekers (Dämonen der Südsee) die verführerische Frau eines Māorihäuptlings. Nachdem sie in Hollywood Schauspielunterricht genommen hatte, erhielt sie auch Rollen in mehreren britischen Fernsehproduktionen. Durch die Fernsehserie Crane avancierte sie zu einem Topstar des britischen Fernsehens. In 39 Folgen verkörperte sie von 1962 bis 1965 die Partnerin von Patrick Allen. Dieser spielte den Barbesitzer und Schmuggler Richard Crane und sie Halima, seine marokkanische Assistentin und Managerin seiner Bar. 
Laya Raki prägte wie kaum ein anderes Show- oder Glamourgirl die 1950er und 1960er Jahre – zunächst als Tänzerin auf Bühnen, in Filmen und Fernsehproduktionen, später auch vor Kameras posierend als Pin-up-Model für Filmpostkarten, Magazine und Illustrierte in aller Welt. 1962 nahm sie die Musiktitel Faire l’amour und Oh Johnny hier nicht parken auf. Letzterer wurde 1964 vom Amtsgericht Nürnberg verboten.
Im Alter von 30 Jahren heiratete sie in London den australischen Schauspieler Ron Randell; die Ehe bestand bis zu dessen Tod am 11. Juni 2005.

## Filmografie
- 1950: Der Rat der Götter
- 1950: Die Dritte von rechts
- 1953: Ehe für eine Nacht
- 1953: Die Rose von Stambul
- 1954: Dämonen der Südsee (The Seekers)
- 1954: Up to His Neck
- 1954: Am Anfang war es Sünde
- 1955: Die Frau des Botschafters
- 1955: Gesperrte Wege (Camino cortado)
- 1955: Liebe, Tod und Teufel (The Adventures of Quentin Durward)
- 1956: Küß mich noch einmal
- 1956: Roter Mohn
- 1957: … und vergib mir meine Schuld (Ascoltami)
- 1957: O.S.S.: Operation Sweet Talk (Fernsehserie, eine Folge)
- 1960: Hawaiian Eye: Kim Quixote (Fernsehserie, eine Folge)
- 1960: Alcoa presents: One step beyond: House of the Dead (Fernsehserie, eine Folge)
- 1962: The Beachcomber: Pat Hand (Fernsehserie, eine Folge)
- 1962: Long Live the Sultan (Fernsehserie, eine Folge)
- 1962: Tales of Wells Fargo: The Gold Witch (Fernsehserie, eine Folge)
- 1963: Crane (Fernsehserie, 39 Folgen)
- 1963: Die Nylonschlinge
- 1963: Das Rätsel der roten Quaste
- 1964: The Galant One
- 1964: Das Haus auf dem Hügel
- 1965: I Spy (Tennisschläger und Kanonen): Dragon’s Teeth (Fernsehserie, eine Folge)
- 1966: Mohn ist auch eine Blume (The Poppy Is Also a Flower)
- 1966: Die Verfluchten der Pampas (Savage Pampas)